# Vraux
Vraux ist eine französische Gemeinde mit 462 Einwohnern (Stand: 1. Januar 2022) im Département Marne in der Region Grand Est (bis 2015: Champagne-Ardenne). Sie gehört zum Arrondissement Châlons-en-Champagne und zum Gemeindeverband Châlons-en-Champagne. Die Bewohner nennen sich Vrautier.

## Geografie
Die Gemeinde Vraux liegt etwa 30 Kilometer südöstlich von Reims und zwölf Kilometer nordwestlich von Châlons-en-Champagne im Flusstal der Marne. Der nördlich parallel zur Marne verlaufende Canal latéral à la Marne berührt den Süden des Gemeindegebietes von Vraux. Nachbargemeinden von Vraux sind Les Grandes-Loges im Nordosten, Juvigny im Südosten, Aulnay-sur-Marne im Süden sowie Aigny im Westen und Nordwesten. Wenige Kilometer nordöstlich von Vraux zweigt die Autoroute A26 von der Autoroute A4 ab.

## Bevölkerungsentwicklung
| Jahr      | 1962 | 1968 | 1975 | 1982 | 1990 | 1999 | 2006 | 2015 | 2022 |
| Einwohner | 301  | 315  | 311  | 309  | 329  | 391  | 481  | 465  | 462  |

Im Jahr 1846 wurde mit 484 Bewohnern die bisher höchste Einwohnerzahl ermittelt. Die Zahlen basieren auf den Daten von cassini.ehess und INSEE.

## Sehenswürdigkeiten
- Kirche Saint-Laurent aus der Zeit zwischen 12. und 15. Jahrhundert, seit 1920 Monument historique[3]
- Statuen der Jungfrau Maria in vielen Häusernischen
- Flugzeugmuseum (Musée du terrain d'aviation militaire de Condé-Vraux) mit Maschinen aus dem Zweiten Weltkrieg (siehe unten)[4]

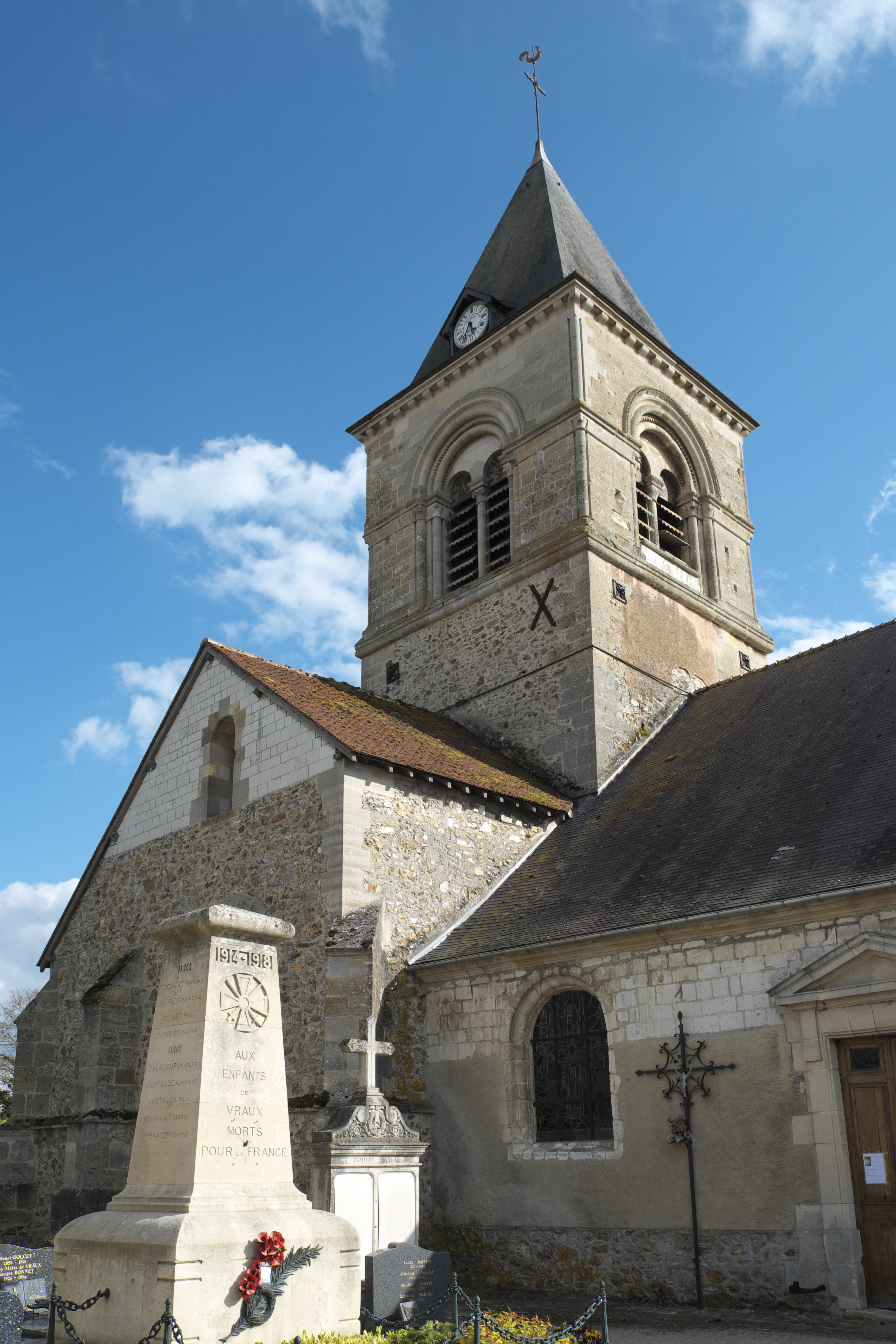
Kirche Saint-Laurent
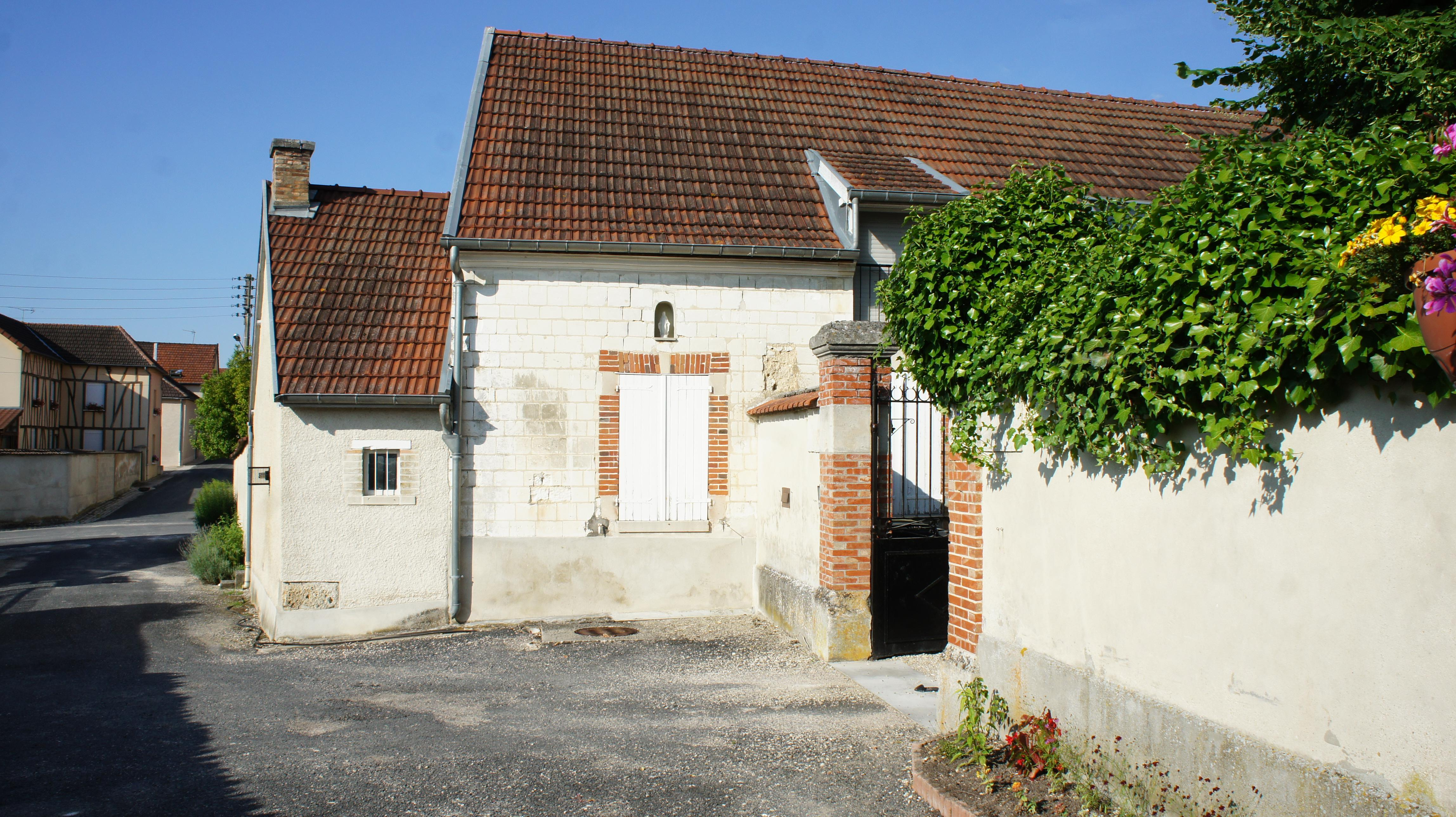
Eine der Mariennischen
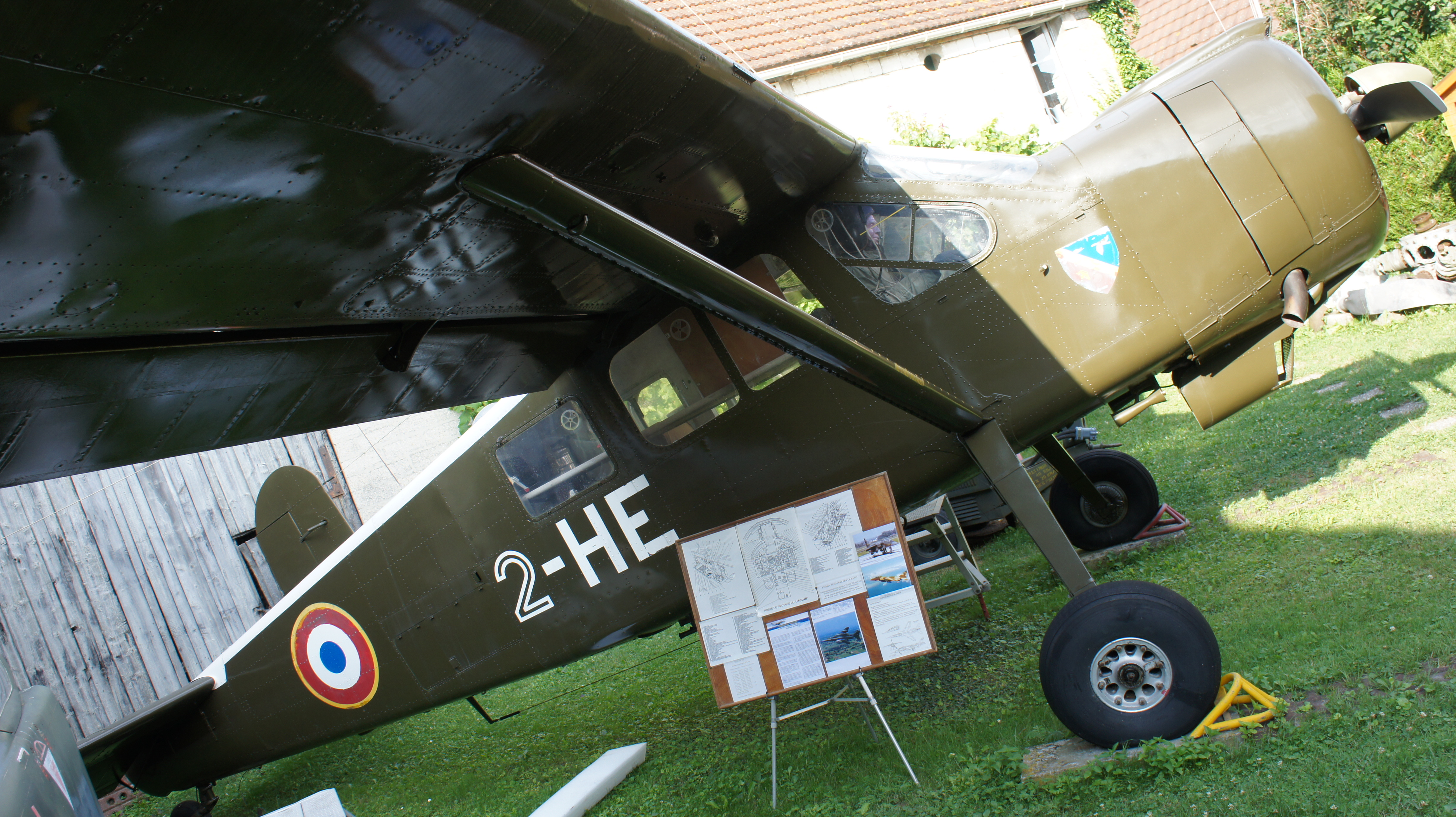
Broussard, eines der im Museum ausgestellten Flugzeuge
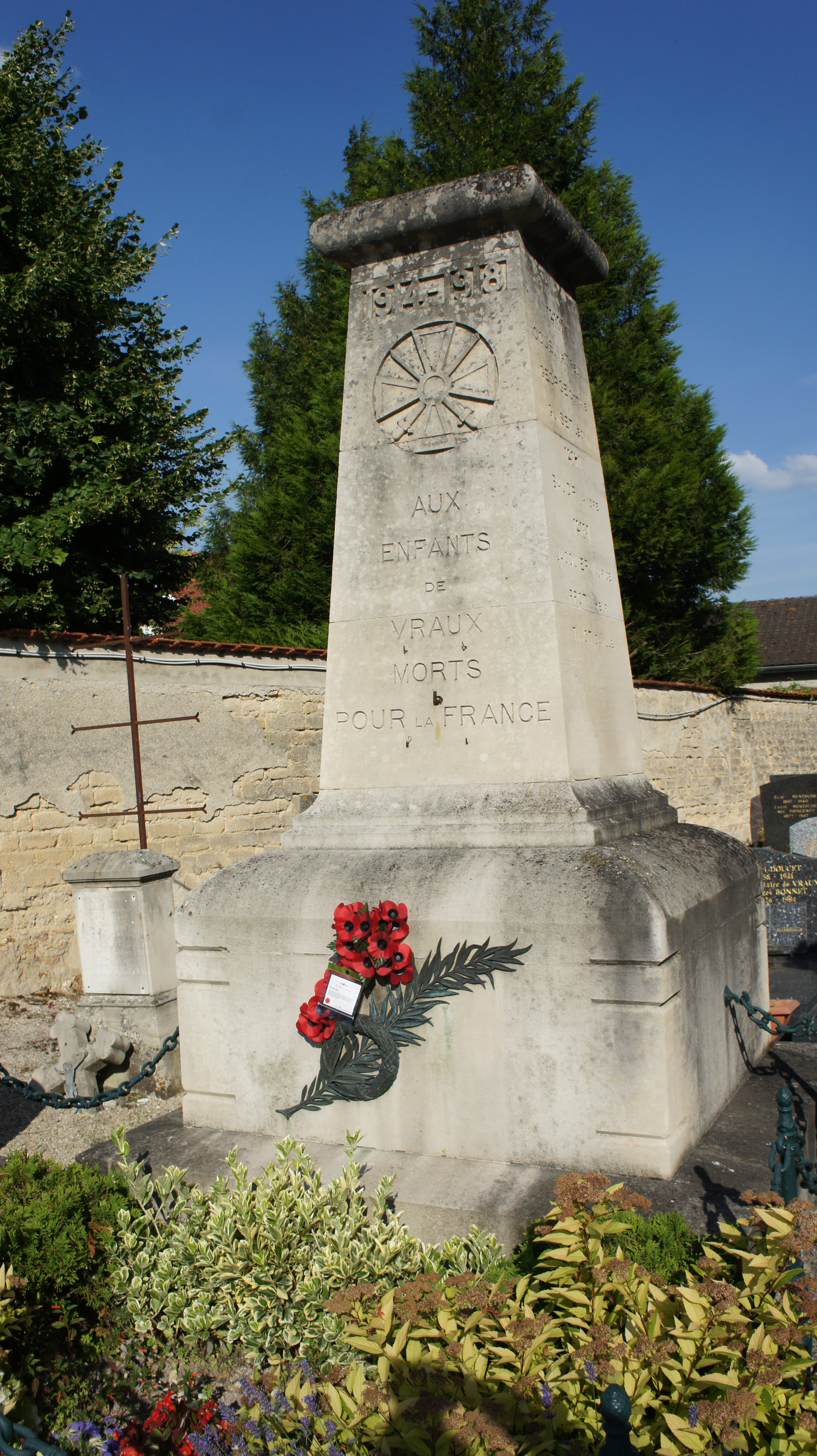
Gefallenendenkmal

### Flugplatz Condé-Vraux
Im Vorfeld des Zweiten Weltkriegs wurde nördlich von Vraux ein Militärflugplatz errichtet, das Aérodrome de Condé-Vraux. Ursprünglich in den Jahren 1936/37 als Forschungseinrichtung der französischen Luftstreitkräfte errichtet, wurde am 3. September 1939, dem Tag des Kriegseintritts Frankreichs, als Flugplatz eröffnet.
Mitte September 1939 wurde der Flugplatz eine Station der britischen Royal Air Force. Deren mit Fairey Battle ausgerüstete 15. Squadron war bis in die erste Dezemberhälfte 1939 stationiert und anschließend wurde Condé-Vraux Basis von Bristol Blenheim der 114. Squadron. Nach Beginn des Westfeldzugs der deutschen Wehrmacht und der Bombardierung des Flugplatzes am 11. Mai 1940 durch auf dem Flugplatz Großostheim stationierte Kampfbomber des Kampfgeschwaders 2 musste die 114. Staffel den Flugplatz Mitte Mai 1940 evakuieren.
Die deutsche Luftwaffe nutzte den Platz nur sporadisch weiter, Mitte Juni 1940 lagen hier die I. und II. Gruppe des Jagdgeschwaders 53 mit ihren Messerschmitt Bf 109E. In den folgenden Jahren diente Vraux der Luftwaffe lediglich als Ausweichplatz und erst 1944 wurde das Areal für eine geplante ausgeweitete Nutzung in Stand gesetzt. In den Wochen nach der alliierten Invasion lagen hier Bf 109G.
Nach Befreiung der Gegend durch die Alliierten wurde der Advanced Landing Ground Y-45, so seine alliierte Bezeichnung, ein Stützpunkt der Ninth Air Force der United States Army Air Forces. Bis Mitte Mai 1945 diente er als Stützpunkt von Transportfliegern.
Der Flugplatz wurde nach dem Krieg aufgegeben und das Terrain wieder landwirtschaftlich genutzt, lediglich das sogenannte Maison Rouge erinnert neben den im Ort befindlichen Museum an den Flugplatz Condé-Vraux.

## Wirtschaft und Infrastruktur
In der Gemeinde sind 21 Landwirtschaftsbetriebe ansässig (hauptsächlich Getreideanbau, zwei Winzer).
Durch die Gemeinde Vraux führt parallel zum Marneuferdie Fernstraße D 1 von Châlons-en-Champagne nach Aÿ-Champagne. Zehn Kilometer östlich und südöstlich bestehen Anschlüsse an die Autobahnen A 4 und A 26 sowie die autobahnartig ausgebaute RN 44. Der elf Kilometer von Vraux entfernte Bahnhof Châlons-en-Champagne liegt an der Bahnstrecke Paris–Strasbourg.

## Belege
1. ↑  Vraux auf cassini.ehess
2. ↑  Vraux auf INSEE
3. ↑  Eintrag in der Base Mérimée des Kulturministeriums. Abgerufen am 23. März 2016 (französisch).
4. ↑  Präsentation des Luftfahrtmuseums (französisch)
5. ↑  Kulturinitiative Ringheim: Der Angriff auf Vraux
6. ↑  Landwirtschaftsbetriebe auf annuaire-mairie.fr (französisch)